# Krzysztof Leszczyński (leśnik)
Krzysztof Leszczyński – polski leśnik, doktor habilitowany nauk rolniczych, profesor na Uniwersytecie Rolniczym im. Hugona Kołłątaja w Krakowie, specjalista od ergonomii oraz użytkowania lasu.

## Kariera naukowa
W 1996 roku na Uniwersytecie Rolniczym im. Hugona Kołłątaja w Krakowie uzyskał tytuł magistra inżyniera w zakresie leśnictwa. W 1997 roku został zatrudniony na tejże uczelni, a w 2003 roku na jej Wydziale Leśnym  uzyskał stopień doktora nauk rolniczych w zakresie leśnictwa na podstawie rozprawy pt. Badania nad ergonomiczną optymalizacją technologii pozyskania drewna w drzewostanach górskich, której promotorem był Janusz Sowa. W 2012 roku ten sam wydział nadał mu stopień doktora habilitowanego nauk rolniczych w dyscyplinie leśnictwa na podstawie pracy pt. Ocena wybranych aspektów technologii pozyskiwania drewna. Metodologia badań. W latach 2016–2021 pracował na Uniwersytecie Łódzkim.